# Награда

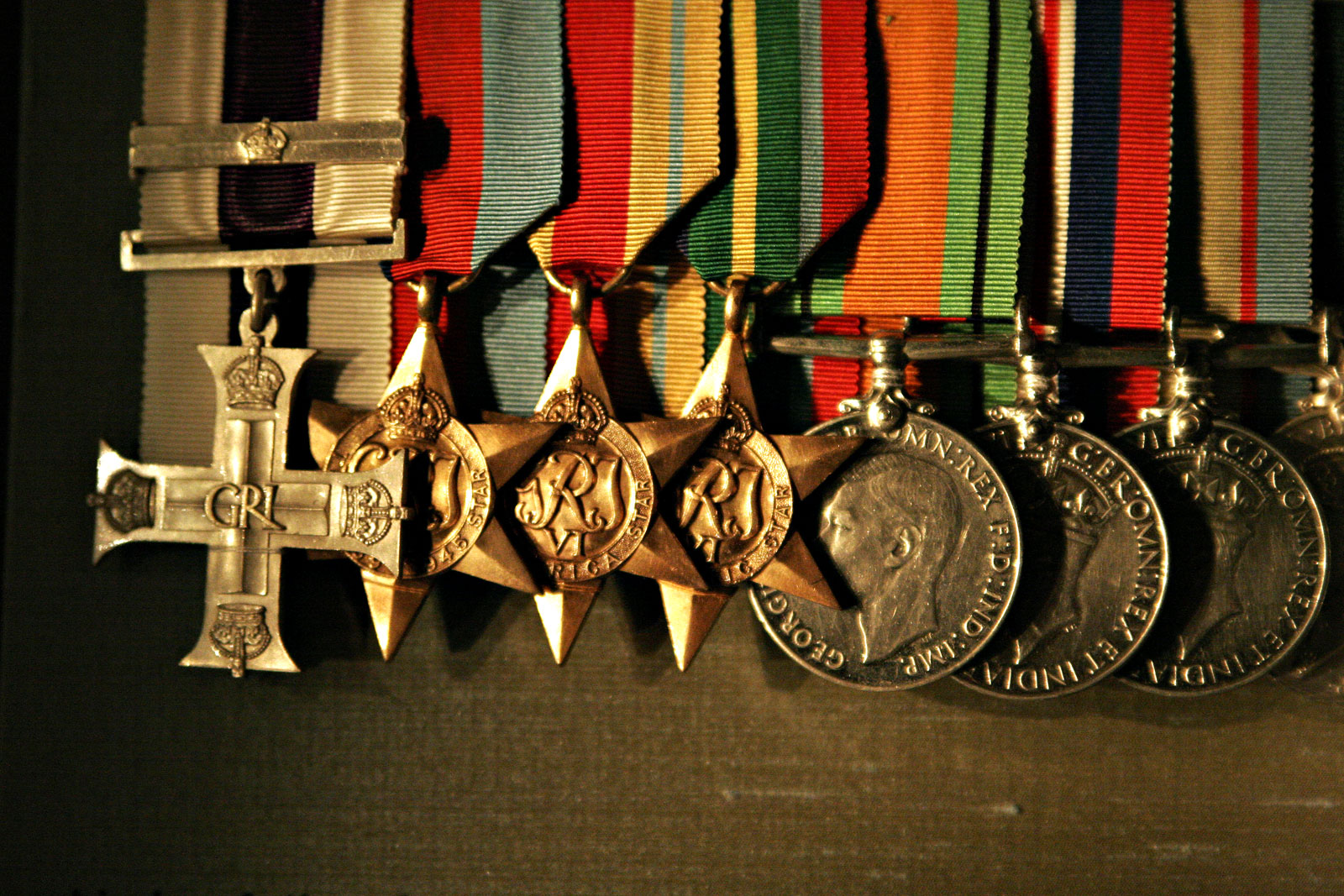
Военный крест и другие награды. (Великобритания)

Награ́да — что-либо, выдаваемое (даваемое, присваиваемое) в качестве поощрения за заслуги, отличия, в знак благодарности кем-либо за что-либо. 
Одним из назначений награды является предоставление особого социального статуса лицу, получающему награду. К наградам относят: почётные знаки, знаки отличия, призы, премии, почётные грамоты, дипломы, ценные подарки, культурологические, научные, общественные и почётные звания и другое, присваиваемые как государством и его органами в лице руководителей разного уровня, так и общественными организациями.

## Почётные знаки

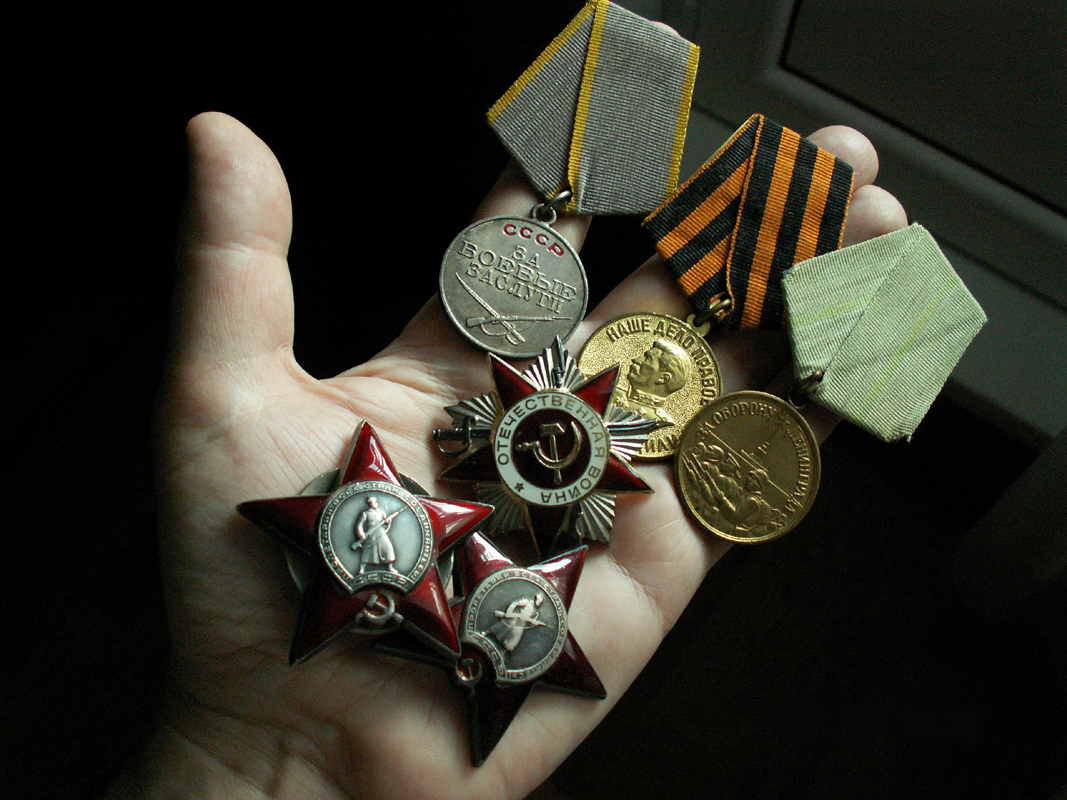
Ордена и медали периода Великой Отечественной войны
1941—1945 гг. (СССР)

К почётным знакам относят гражданские и военные ордена, наградные кресты, медали, знаки отличия. В соответствии со статусом они носятся на одежде и служат не столько для украшения, но в качестве зримого свидетельства о заслугах, достижениях и личных качествах человека  (героизм, храбрость, мужество, находчивость, инициативность, самоотверженность в труде, ратном деле и военной службе). В воинской среде к почётным наградам относится и наградное оружие, как огнестрельное, так и холодное, как правило, именное (имеющее соответствующую гравированную надпись). С учётом того, что самовосхваление в европейской культуре не приветствуется, почётные знаки служат средством повышения социального статуса.
Высшими наградами в Российской Федерации являются звания: Герой Российской Федерации и Герой Труда Российской Федерации, высшим государственным орденом — Орден Святого апостола Андрея Первозванного.

## Призы
В широком смысле приз — это синоним награды, в узком смысле призами именуют сувениры. К ним, например, относятся кубки, статуэтки, плакетки, наградные тарелки, шкатулки и пр. Призы обычно выдаются за достижения в конкурсах и спортивных соревнованиях. В СССР к почётным призам относились как награждения отдельных лиц — вымпелами и значками Ударника коммунистического труда, так и целых трудовых коллективов, организаций и учреждений — переходящими Красными Знамёнами за победу в социалистическом соревновании.

## Почётные грамоты
Почётная грамота — это документ (как правило красиво оформленный), подписанный официальным руководящим лицом и соответствующим образом заверенный, который служит доказательством успехов и достижений награждённого. Сюда относятся различные свидетельства, дипломы, грамоты, благодарственные письма и благодарности. В прошлом также ценились и вывешивались для обозрения благодарственные письма от монархов.

## Премии
Другой формой наград являются премии. Премия (от лат. praemium) — это денежное либо иное материальное (например, в форме облигаций или акций) поощрение, выдаваемое за достижения в какой-либо сфере деятельности, в профессиональном спорте. Обычно одновременно с премией выдаётся и иная награда, например, вместе с Нобелевской премией вручается и золотая медаль Нобелевского лауреата.

## Ценные подарки
В старину наиболее ценным подарком являлась земля, точнее участок земли, нередко вместе с его обитателями, который монарх жаловал за военные заслуги. В старинных источниках упоминаются и другие награды: именное оружие, конь, драгоценные камни, ювелирные изделия. В Новое время в качестве ценных подарков стали использоваться технические изделия, например, часы,  а также сервизы, изделия известных художественных промыслов, картины.
В XX веке ассортимент ценных подарков расширился (автомобили, телевизоры...).
В СССР проходил конкурс женщин-механизаторов на приз Паши Ангелиной, победители в котором получали именной трактор (так, в 1984 году трактористка Софья Шелест получила в качестве награды окрашенный в красный цвет личный именной трактор ЮМЗ-6 последней модификации).

## Почётные звания
Наряду с обычными воинскими званиями и гражданскими чинами существуют государственные и ведомственные Почётные звания Российской Федерации, которые присуждаются за выдающиеся достижения на производстве, в научной и хозяйственной деятельности, искусстве, культуре, спорте и на военной службе. Например, звания почётных работников какой-либо сферы деятельности, заслуженных деятелей искусств, науки, заслуженных и народных артистов, художников, архитекторов, заслуженных мастеров спорта и т. д. Присуждение почётных званий общероссийского статуса осуществляется ежегодно указом Президента Российской Федерации, осуществляется лично, либо его региональным представителем или руководителем местной администрации федерального значения и происходит в торжественной обстановке с вручением нагрудного знака.